# Logóteta geral
O Logóteta geral (em grego: λογοθέτης τοῦ γενικοῦ), frequentemente chamado genikos logothetēs ou simplesmente ho genikos (em grego: ὁ γενικός) foi um título e ofício atribuído ao responsável do "ministério financeiro geral", o logotésio geral (genikon logothesion) do Império Bizantino médio.

## História e funções

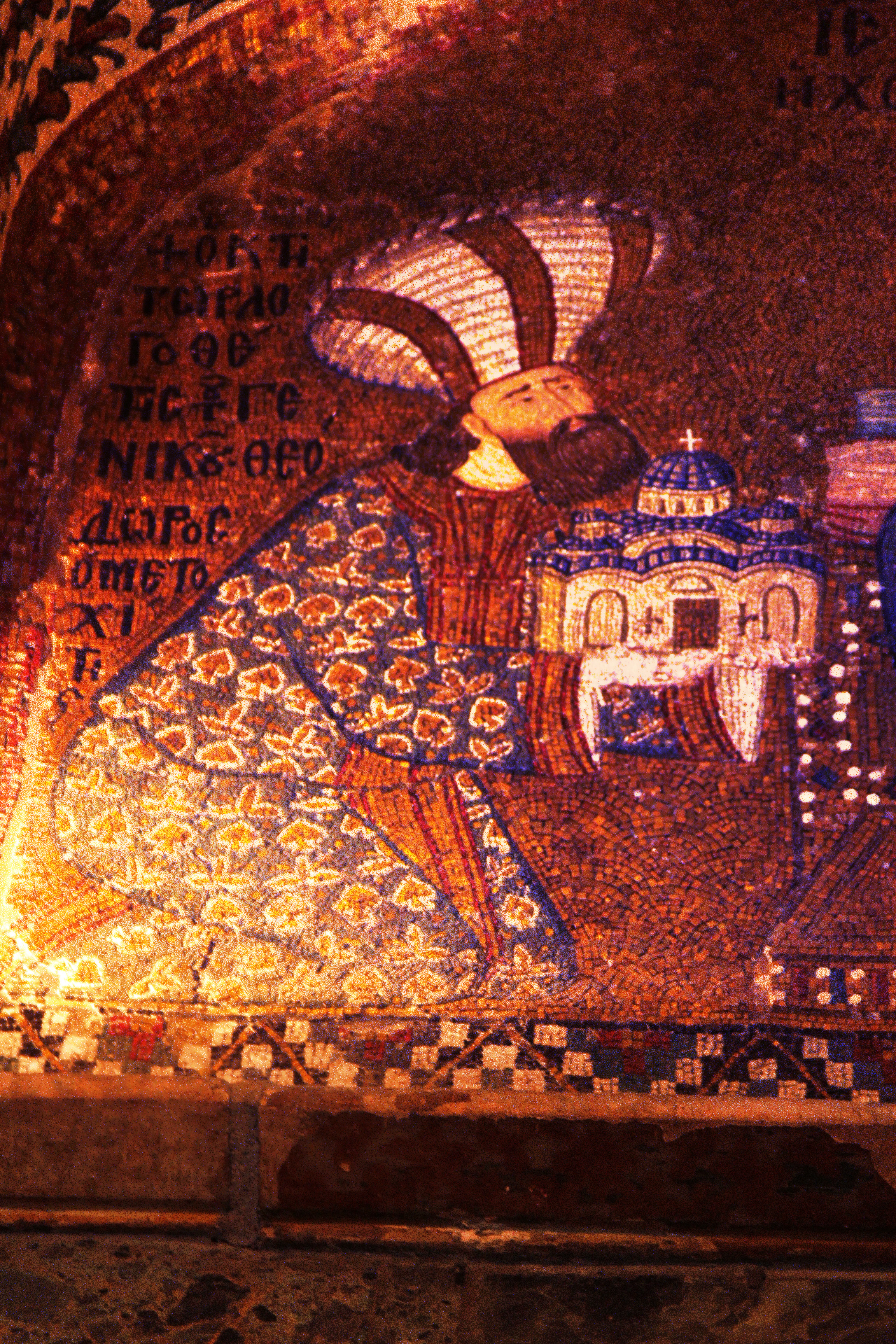
Teodoro Metoquita em mosaico da Igreja de São Salvador em Chora.

O logotésio geral foi responsável pela tributação geral e receitas, e também serviu como um tribunal para casos financeiros. Como tal, amplamente cumpriu tarefes do conde das sagradas liberalidades, embora fosse principalmente proveniente do "departamento geral" da prefeitura pretoriana. O primeiro logóteta geral, o monge Teódoto, é mencionado em 692, mas o posto pode ter sido instituído tão cedo quanto 626. O escritório do logotésio geral e seu logóteta permaneceu um dos principais ministérios do período bizantino médio inteiro (século VII-XII). Durante o período Comneno, sua importância declinou, mas recuperou-se sob os Ângelos. Após o saque de Constantinopla em 1204 e a dissolução do Império Bizantino, o ofício de Logóteta geral foi mantido como um título puramente honorífico pelo estado sucessor de Niceia e o restaurado império dos paleólogos após 1261. O escritor de meados do século XIV Jorge Codino registra-o no vigésimo lugar da hierarquia imperial, entre o paracemomeno do dormitório imperial e os protovestiaritas.
Sua indumentária cortesã distintiva e insígnia durante este tempo foram uma chapéu de abas de seda branca chamado esciádio e um longo cafetã de seda chamado cabádio, e para cerimônias e festividades, um chapéu cupular de seda branca e dourada chamado escarânico, com fios de ouro bordado e decorado com imagens do imperador na frente e atrás. Ao contrário de outros oficiais, ele não tinha nenhum cajado (dicanício). Entre os titulares da era Paleólogo estavam intelectuais significativos e estadistas, tais como Jorge Acropolita e Teodoro Metoquita. O último logóteta geral registrado foi um certo João Andruses em 1380. Por essa época, contudo, suas funções originais tinham sido esquecidas; como Jorge Codino registra, "a função do logóteta geral é desconhecida".

## Oficiais subordinados
Os subordinados do Logóteta geral eram:
- Grandes cartulários do departamento (em grego: χαρτουλάριοι μεγάλοι τοῦ σεκρέτου; romaniz.: chartoularioi megaloi tou sekretou), os chefes de vários departamentos.[8]
- Cartulários do tesouro (em grego: χαρτουλάριοι τῶν ἀρκλῶν; romaniz.: chartoularioi tōn arklōn)[9] ou cartulários exteriores (em grego: ἔξω χαρτουλάριοι; romaniz.: exō chartoularioi). Como seu nome indica, eram os altos funcionários do tesouro prostrados nas províncias ("externo", ou seja, fora de Constantinopla).[8][10]
- Epóptas (epoptai) dos temas (em grego: ἐπόπται τῶν θεμάτων), encarregados com o controle da taxação nas províncias.[8]
- Condes das águas (em grego: κόμητες ὑδάτων; romaniz.: komētes hydatōn), provavelmente encarregados dos aquedutos e suprimento de água das províncias.[8][11]
- Cartulário do registro (em grego: χαρτουλάριος τοῦ οἰκιστικοῦ; romaniz.: chartoularios tou oikistikou) ou simplesmente "o registro" (ho oikistikos), cujas funções precisas são desconhecidas. É atestado que ele estava encarregado de isenções fiscais, e tinha vários deveres jurídicos em alguns temas do século XI; o ofício pode ter sido associado com os domínios imperiais (oikoi). Pelo século XI, o ofício tinha se tornado um escritório independente, mas desapareceu depois disso.[12][13]
- Comerciários (em grego: κομμερκιάριοι; romaniz.: kommerkiarioi), que foram funcionários aduaneiros. Atestados desde o início do século VI, é provável que foram os sucessores do conde do comércio (comes commerciorum) mencionado na Notitia Dignitatum. Inicialmente estacionados na fronteira, depois do século VII foram colocados em portos ou em temas inteiros ou ilhas.[12][14]
- Mestre da curadoria dos [domínios imperiais] (em grego: ἐπί τῆς κουρατωρίας [τῶν βασιλικῶν οἴκων]; romaniz.: epi tēs kouratōrias [ton basilikoi oikoi]; lit. "a cargo da curadoria [dos domínios imperiais]"), que supervisionava as propriedades imperiais.[15]
- Conde das lâmias (em grego: κόμης τῆς λαμίας; romaniz.: komes tes lamias), provavelmente encarregado das minas e barras de ouro (em latim: lamina/lamna; "ouro, metais preciosos"). Usualmente assume-se que era sucessor do antigo conde dos metais da Ilíria (comes metallorum per Illyricum). De evidência sigilográfica do século XI, sabe-se que este ofício foi às vezes combinado com as posições de mestre da residência (em grego: ὁ ἐπὶ τῶν οἰκιακῶν; romaniz.: epi tōn oikeiakōn; lit. "a cargo dos ecíacos", uma classe de cortesãos seniores) e um dos grandes cartulários do logotésio geral (chartoularioi megaloi ton genikon).[11][16]
- Diocetas (em grego: διοικηταὶ; romaniz.: dioiketai) que supervisionavam a cobrança de impostos, assistidos por alguns practores (praktores; "agentes").[16]
- Comencianos (em grego: κομ[β]εντιανός; romaniz.: kom[v]entianos) de função desconhecida.[17]
- Alguns cancelários (em grego: καγκελλάριοι; romaniz.: kankellarioi; em latim: cancellarius) sob um protocancelário (prōtokankellarios). Na prefeitura pretoriana e no período bizantino médio eram secretários de nível médio em vários ministérios.[18][19]